# Fausztusz
A Fausztusz latin eredetű férfinév, jelentése: szerencsés. Női párja: Fausztina.

## Gyakorisága
Az 1990-es években szórványos név, a 2000-es években nem szerepel a 100 leggyakoribb férfinév között.

## Névnapok
- február 15.[2]